# Yu Xuanji
Yu Xuanji, född omkring år 844, död omkring år 870, var en kinesisk poet under Tangdynastin.
Yu Xuanji anses vara en av sin tids främsta och mest okonventionella kvinnliga poeter, men inte mycket är känt om hennes liv. Hon lär ha gift sig som konkubin och sedan ha levt som såväl kurtisan som daoistisk nunna och blev avrättad för att ha dödat sin kammarjungfru. Hon hade kontakter med andra diktare och tros ha haft ett nära förhållande till poeten Wen Tingyun som också skrev Ci-poesi. Yu Xuanjis poesi var populär bland alla samhällsklasser i Kina men endast 49 dikter och några fragment finns bevarade.